# Balachna
Balachna (russisch Балахна́) ist eine russische Stadt mit 51.519 Einwohnern (Stand 14. Oktober 2010) am rechten Ufer der Wolga in der Oblast Nischni Nowgorod.

## Geschichte
Balachna wurde 1474 unter dem Namen Sol-na-Gorodze (Соль-на-Городце, ungefähr „Salz bei Gorodez“) gegründet. Nach der Zerstörung durch den Khan von Kasan im Jahre 1536 wurde unter dem heutigen Ortsnamen eine hölzerne Festung zum Schutz gegen die tatarischen Überfälle errichtet. Die Stadt war im 16. Jahrhundert ein wichtiger Standort der Salzindustrie und im 18. und 19. Jahrhundert des Schiffbaus. Vom April 1932 bis Februar 1934 bestand in Balachna ein Besserungs-Arbeitslager des sowjetischen Gulag-Systems.
Heute gibt es dort hauptsächlich Papier- und Möbelindustrie sowie ein mit Torf betriebenes Kraftwerk.
Wichtigste Persönlichkeit der Stadt ist Kusma Minin, der aus dem Krieg gegen Polen-Litauen im 17. Jahrhundert als Held hervorging.
1993 wurde die benachbarte Siedlung städtischen Typs Prawdinsk eingemeindet, wodurch sich die Einwohnerzahl etwa verdoppelte. Die Siedlung war 1932 an Stelle der früheren Dörfer Kursa und Wonjata bei einer Papierfabrik entstanden.

### Bevölkerungsentwicklung
| Jahr | Einwohner | Einwohner | Einwohner |
| ---- | --------- | --------- | --------- |
| Jahr | Balachna  | Prawdinsk | gesamt    |
| 1897 | 5.120     |           | 5.120     |
| 1939 | 25.605    | 13.142    | 38.747    |
| 1959 | 29.846    | 20.491    | 50.337    |
| 1970 | 36.542    | 26.559    | 63.101    |
| 1979 | 35.517    | 29.579    | 65.096    |
| 1989 | 32.133    | 32.395    | 64.528    |
| 2002 | 57.338    |           | 57.338    |
| 2010 | 51.519    |           | 51.519    |

Anmerkung: Volkszählungsdaten

## Bauwerke
Bis heute steht in Balachna die Nikolai-Kirche aus dem Jahre 1552. Weitere historische Bauten in der Stadt sind unter anderem die Schutz-und-Fürbitte-Kirche (1648), die Erlöserkirche (1668) und die Christi-Geburts-Kirche (1675).

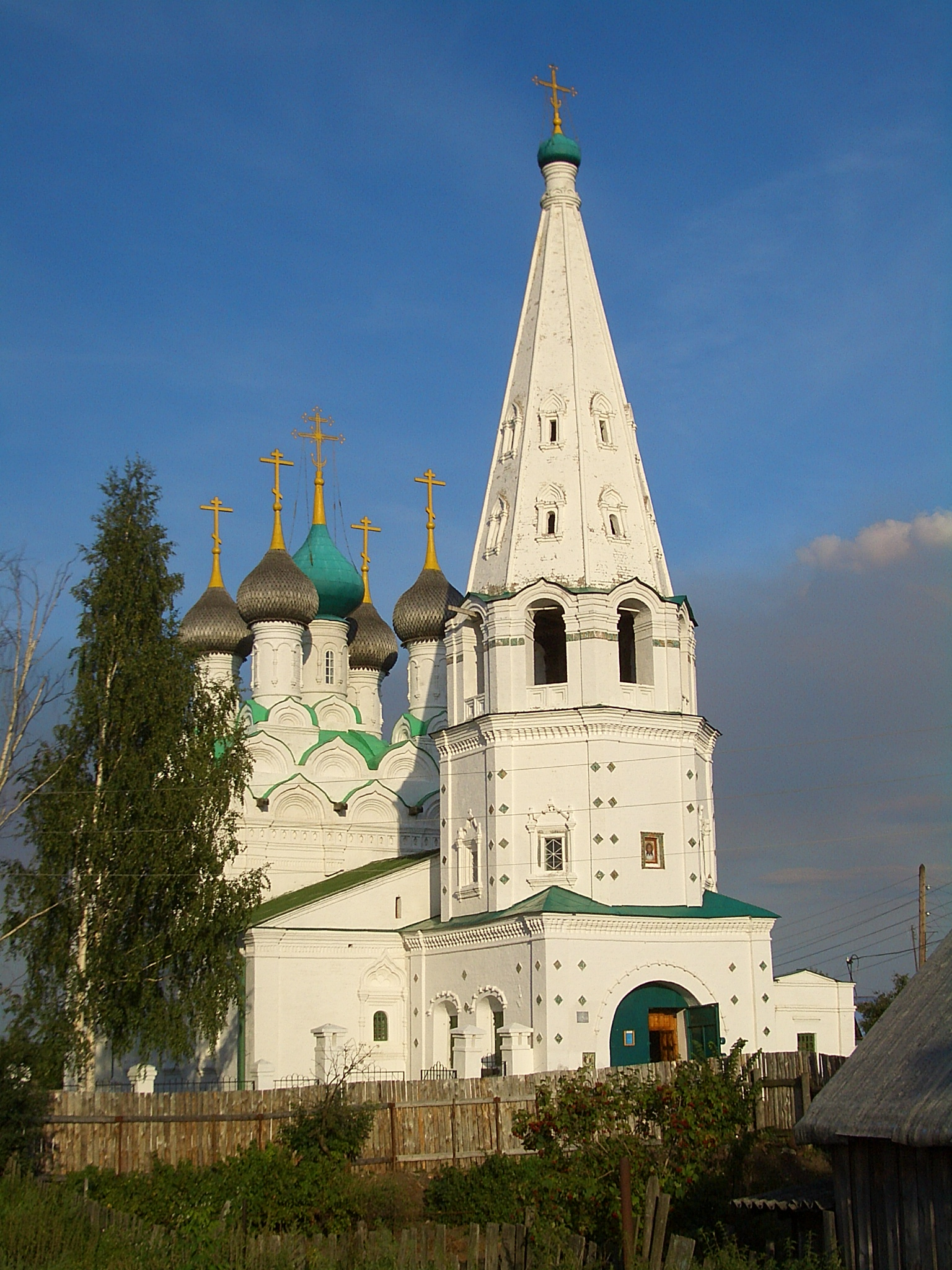
Erlöserkirche
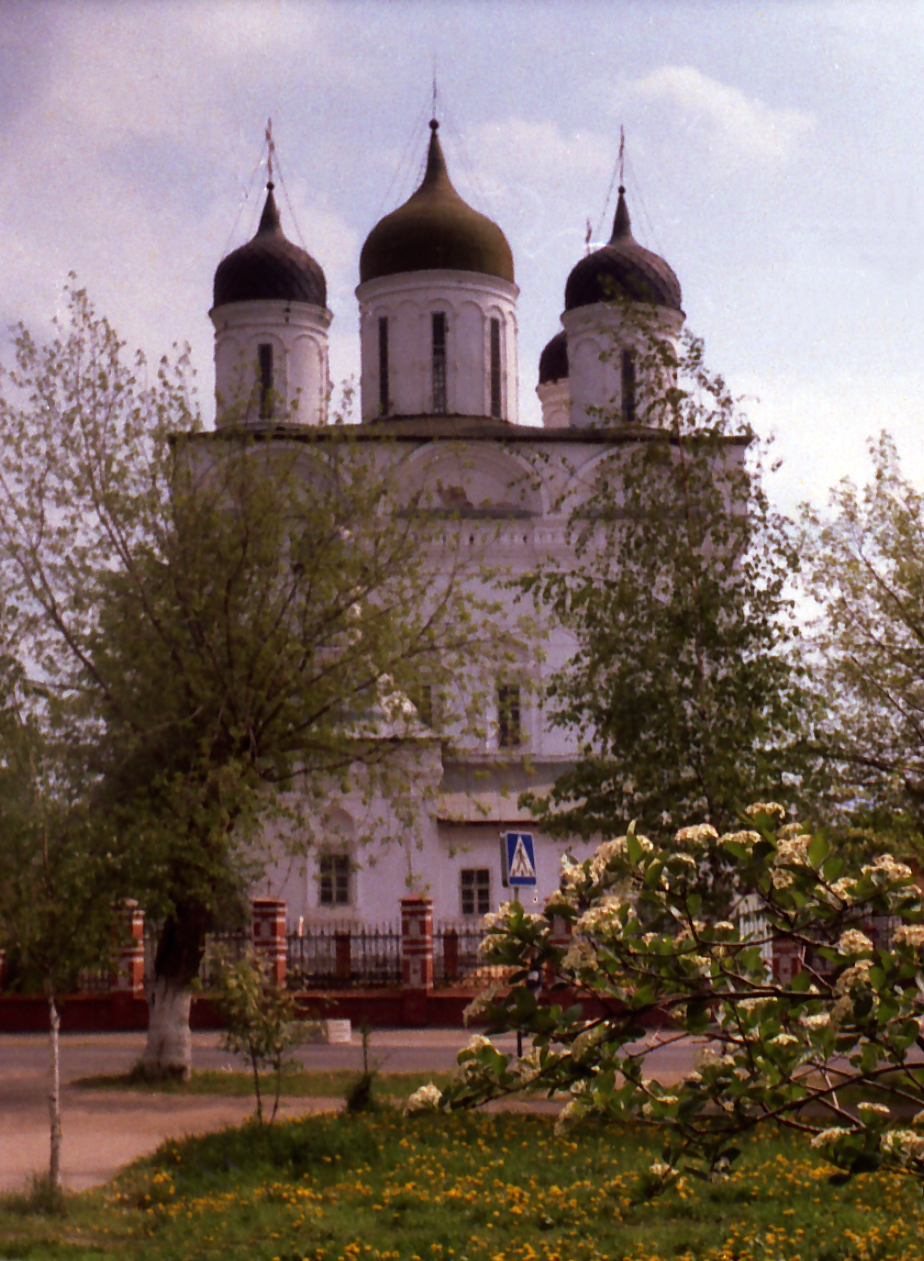
Christi-Geburts-Kirche

## Söhne und Töchter der Stadt
- Wiktor Buschujew (1933–2003), Gewichtheber
- Kusma Minin († 1616), mythenumrankter russischer Nationalheld